# Anton Pannekoek Instituut
Het Anton Pannekoek Instituut (API) bundelt het sterrenkundig onderzoek van de Universiteit van Amsterdam. Het is opgericht in 1921 als "Sterrenkundig Instituut van de Gemeente Universiteit van Amsterdam". In dat jaar kreeg de nieuwe directeur, sterrenkundige en marxist Anton Pannekoek, de financiële middelen van de gemeente Amsterdam om de eerste medewerkers aan te stellen en de eerste instrumenten aan te schaffen.
Het instituut onderzoekt onder andere neutronensterren, zwarte gaten, kosmische explosies zoals gammaflitsen en fast radio bursts, het ontstaan van planeten en exoplaneten, stervorming en sterevolutie.

## Huisvesting
Het instituut begon op de zolder van het universiteitscomplex aan de Oudemanhuispoort (Amsterdam). Daarna was het gehuisvest aan de Roetersstraat, eerst op nummer 1a en vanaf december 1969 in het Wiskundegebouw op nummer 15. Sinds 1989 is het instituut gevestigd in het Amsterdam Science Park. Bovenop het instituut staat het Anton Pannekoek Observatorium waar studenten waarneemonderzoek kunnen uitvoeren. In een van de twee koepels staat een Ritchey-Chrétien telescoop met een diameter van 51cm.

## Medewerkers
Huidige hoogleraren aan het Anton Pannekoek Instituut zijn: Carsten Dominik (directeur per 2021), Jason Hessels, Lex Kaper, Alex de Koter, Sera Markoff, Anna Watts, Ralph Wijers en Rudy Wijnands. Bekende emeritus-hoogleraren zijn: Herman Zanstra, Gale Bruno van Albada, Ed van den Heuvel, Henny Lamers en Michiel van der Klis.

## Samenwerking
Het instituut werkt samen met onder andere de instituten ASTRON (radioastronomie) en SRON (ruimteonderzoek) binnen het verband "Nederlandse Onderzoekschool voor de Astronomie". Met het Instituut voor Theoretische Fysica Amsterdam en het Instituut voor Hoge Energie Fysica wordt samengewerkt bij onderzoek naar astrodeeltjesfysica en kosmologie, binnen het samenwerkingsverband GRAPPA. Verder is het betrokken bij het internationale LOFAR-project, een radiotelescoop die uit duizend radioantennes is samengesteld, in Nederland.